# Simon Hollósy
Dans le nom hongrois Hollósy Simon , le nom de famille précède le prénom, mais cet article utilise l’ordre habituel en français Simon  Hollósy, où le prénom précède le nom.
Simon Hollósy né le 2 février 1857 à Máramarossziget (aujourd'hui Roumanie) et mort le 8 mai 1918 à Técső (aujourd'hui Ukraine) est un peintre hongrois.

## Biographie
Né d'une famille d'origine arménienne, Simon Hollósy commence à étudier la peinture à Budapest puis se rend à Munich pour parfaire sa formation à l'Akademie der Bildenden Künste München. Il fonde en 1886 une école privée de peinture dans la capitale bavaroise où il a de nombreux élèves, dont Árpád Basch, Louise Langgaard et Edmund Edel.
Au tournant du XXe siècle, il cofonde la colonie de peintres de Nagybánya.

Œuvres de Simon Hollósy
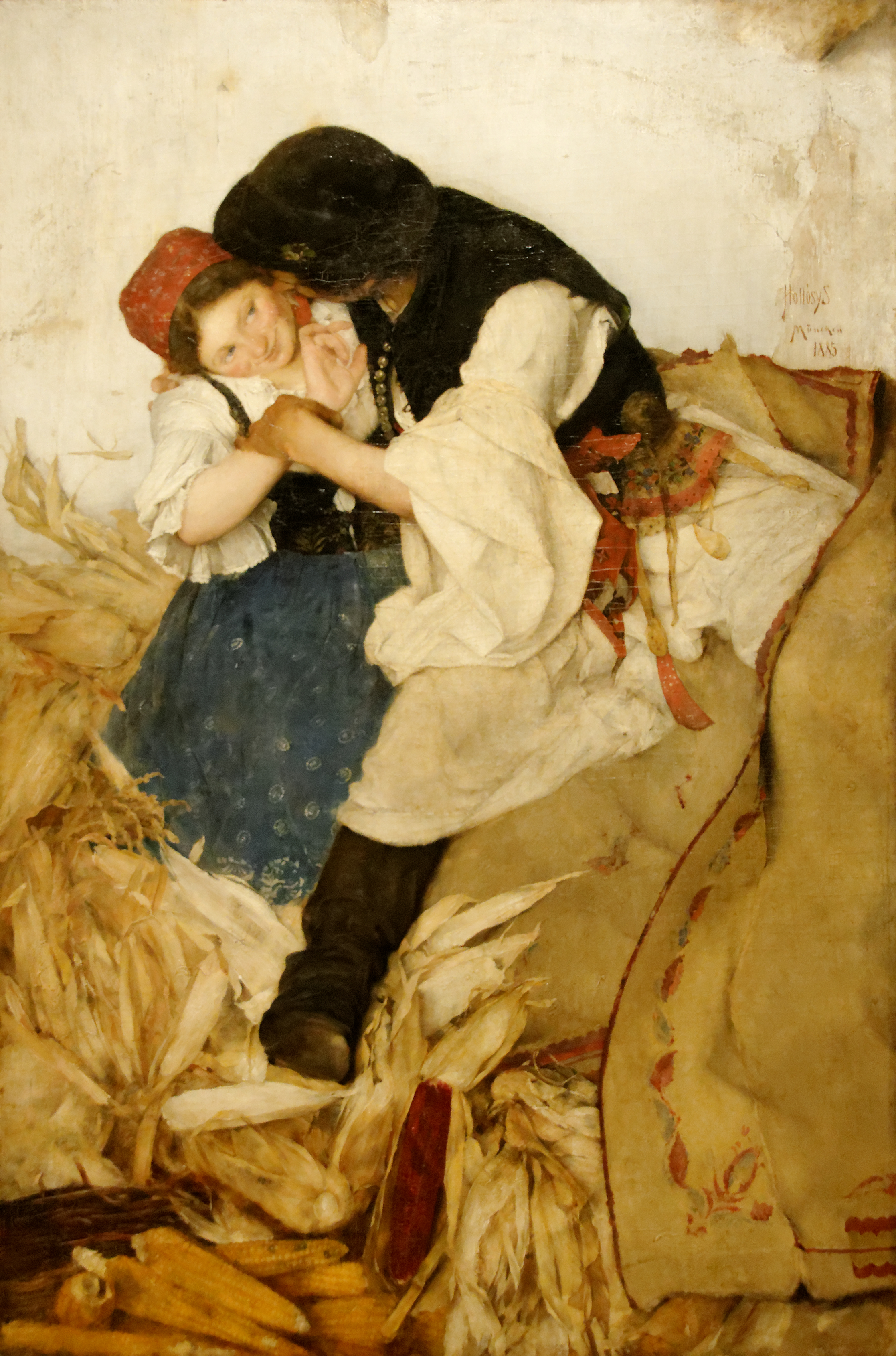
Les Décortiqueurs de maïs (1885), Budapest, Galerie nationale hongroise.
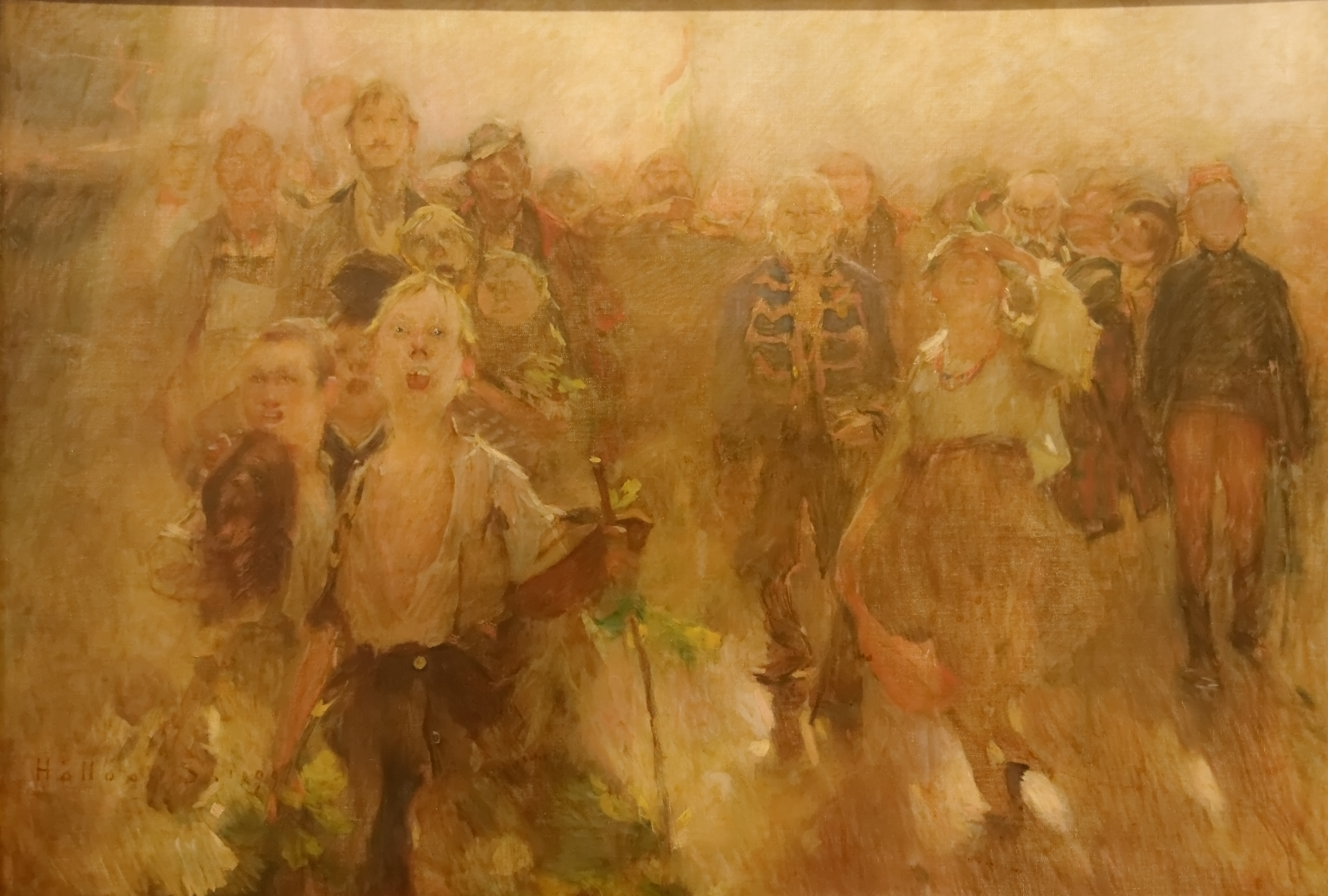
La Marche de Rakoczi (1899), Budapest, Galerie nationale hongroise.

## Élèves
- Árpád Basch (1873-1944)
- Constant Detré (1891-1945)
- Edmund Edel (1863-1934)
- Alice Halicka (1889-1974)
- Gustav Jagerspacher (1879-1929)
- János Pentelei Molnár (1878-1924)